# Fausto Oneta
Fausto Oneta (21 maggio 1937 – 9 dicembre 2009) è stato un fumettista italiano.

## Biografia
Fratello del disegnatore Franco Oneta, principale autore della serie Zembla, lavorò principalmente per la casa editrice Éditions Lug di Lione realizzando i disegni di diverse serie come il western Akewa (1984), i fantascientifici Petit Cube (1987-88) e Quanter e collaborò col fratello alla realizzazione di numerosi numeri della serie Zembla. Altre serie che ha disegnato sono Wingo Scout (1979), Yatan (in Spécial Rodéo, 1981) e Man (in Speciale Rodéo, 1984-85). Morì il 9 dicembre 2009.